# 봉래초등학교 (부산)
봉래초등학교는 대한민국 부산광역시 중구 영주동에 있는 초등학교다.

## 학교 연혁
- 1895년 5월 1일 사립개성학교 설립
- 1896년 3월 1일 사립개성학교 개교(학생 수 약 100명)
- 1897년 1월 1일 공립학교로 인가
- 1907년 4월 1일 사립부산개성일어학교 개칭
- 1909년 2월 1일 한국 정부에 헌납
- 1909년 6월 4일 공립부산보통학교로 재개교
- 1911년 11월 1일 부산공립보통학교로 개칭
- 1938년 4월 1일 부산봉래공립심상소학교로 개칭
- 1941년 4월 1일 부산봉래공립국민학교로 개칭
- 1995년 6월 4일 개교 100주년 기념행사
- 1995년 10월 21일 봉래 역사관 개관
- 1996년 1월 10일 학교 방음벽 설치
- 1996년 3월 1일 봉래초등학교로 개칭
- 1996년 9월 24일 급식소 준공 및 개소식
- 1997년 3월 1일 인성 교육실 및 중강당 개관, 학교장 초빙제 지정
- 2003년 4월 9일 다목적실 개관
- 2005년 11월 5일 슬기터 도서관 개관, 서관 연결복도 및 보온벽 설치